# سانتیاگو پیوریوتی
سانتیاگو پیوریوتی (انگلیسی: Santiago Pierotti؛ زادهٔ ۳ آوریل ۲۰۰۱) بازیکن فوتبال اهل آرژانتین است.